# Ерейментауский антиклинорий
Ерейментауский антиклинорий — геологическая структура в северо-восточной части Казахского мелкосопочника. Вытянута с севера на юг, длина 350 км и ширина 60—90 км. Впервые исследована в 1955 году геологом Р. А. Борукаевым. Относится к складчатым образованиям эпохи каледонского тектогенеза (400—500 млн. лет). Сложен гнейс-амфиболитами, стилит-диабазами, кварцитовыми известняками и терригенно-яшмовыми комплексами. Характерны моноклинальные блоки с вертикальным углом падения 70—90°. 